# Tulasnella vernicosa
Tulasnella vernicosa är en svampart som beskrevs av Bourdot & Galzin 1927. Tulasnella vernicosa ingår i släktet Tulasnella och familjen Tulasnellaceae.   Inga underarter finns listade i Catalogue of Life.